# Killer Movie

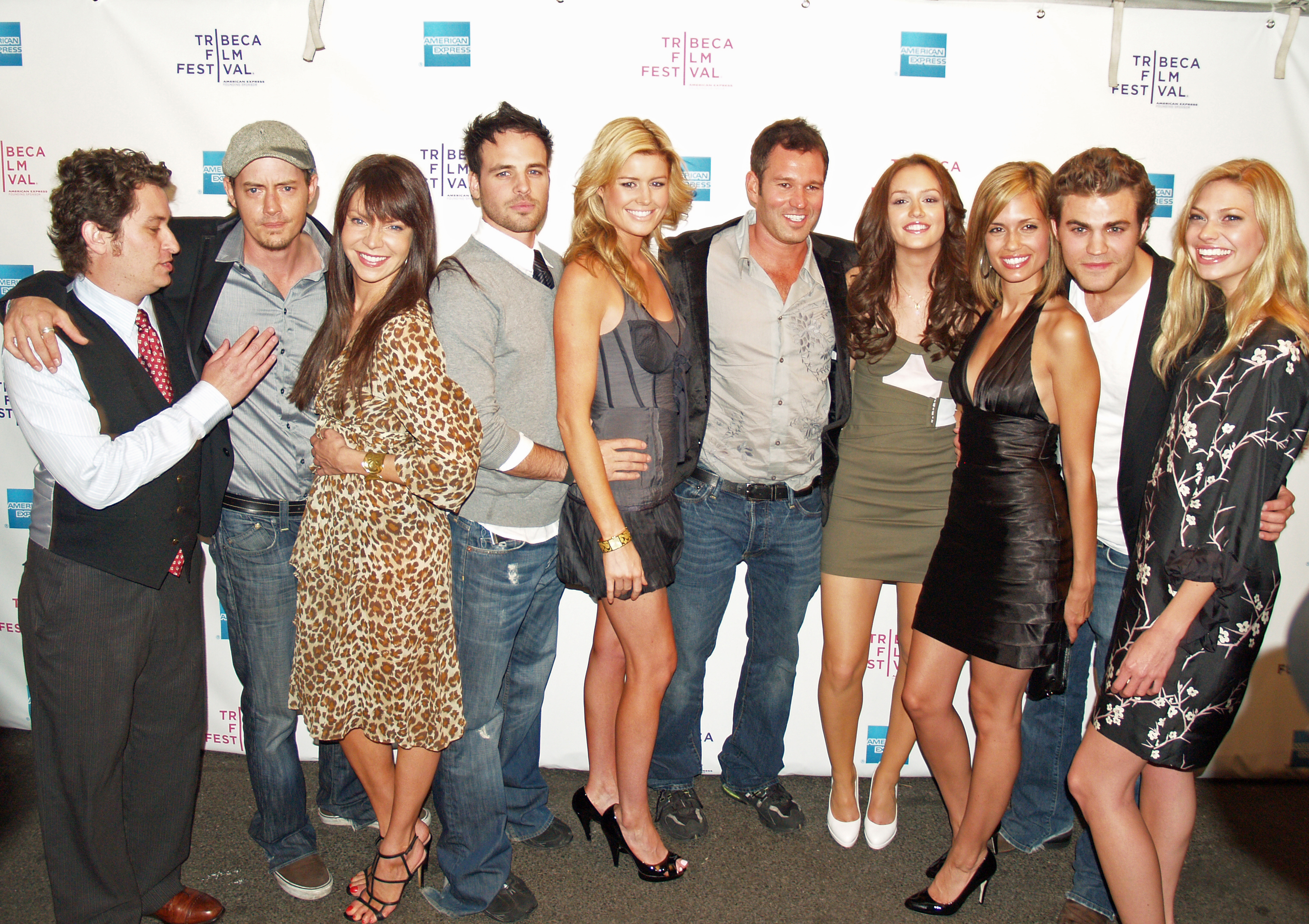
Członkowie obsady podczas premiery filmu na Tribeca Film Festival, kwiecień 2008 roku. Zdjęcie autorstwa Davida Shankbone'a

Killer Movie – amerykański film fabularny z roku 2008, wyreżyserowany przez Jeffa Fishera do własnego scenariusza.
Premiera filmu miała miejsce podczas Tribeca Film Festival dnia 24 kwietnia 2008 roku w Nowym Jorku. Latem roku 2008 miał on zadebiutować na ekranach amerykańskich kin, lecz ostatecznie wydano go bezpośrednio do dystrybucji DVD 3 lutego 2009 roku.

## Fabuła
Jake Tanner jest reżyserem programów typu reality show, który właśnie realizuje jeden z telewizyjnych programów. Gdy jednak zdjęcia do show startują, zaczyna dochodzić do zagadkowych prześladowań członków ekipy realizacyjnej. Prześladowcą jest ironiczny, zamaskowany morderca, rodem wywodzący się z popularnych horrorów.

## Obsada
- Paul Wesley jako Jake Tanner
- Kaley Cuoco jako Blanca Champion
- Leighton Meester jako Jaynie Hansen
- Gloria Votsis jako Keir
- Al Santos jako Luke
- Jason London jako Mike
- Torrey DeVitto jako Phoebe Hilldale
- Cyia Batten jako Lee Tyson
- Nestor Carbonell jako Seaton Brookstone
- J.C. Chasez jako Ted Buckley
- Maitland McConnell jako Erin Gorman
- Adriana DeMeo jako Daphne
- Robert Buckley jako Nik
- Hal B. Klein jako Greg
- Andy Fischer-Price jako Vance
- Jennifer Murphy jako Mrs. Falls
- Mike Lutgen jako Ral
- Stephen Pelinski jako trener Carhart
- Jackson Bond jako Connor